# Tieffenbach
 Tieffenbach (en alsacià Diefebàch) és un municipi francès, situat a la regió del Gran Est, al departament del Baix Rin. L'any 2008 tenia 285 habitants. Limita al nord amb Weislingen, al nord-est amb Frohmuhl, al sud-est amb Struth, al sud-oest amb Asswiller i Durstel, a l'oest amb Adamswiller i al nord-oest amb Waldhambach.
Forma part del cantó d'Ingwiller, del districte de Saverne i de la Comunitat de comunes de Hanau-La Petite Pierre.

## Demografia
| 1962 | 1968 | 1975 | 1982 | 1990 | 1999 |
| ---- | ---- | ---- | ---- | ---- | ---- |
| 453  | 461  | 435  | 378  | 334  | 335  |

## Administració
| Període | Identitat       | Partit |
| ------- | --------------- | ------ |
| 1989-   | Roland Letscher |        |